# Ivan Neumîvakin
Ivan Pavlovici Neumîvakin (în rusă Иван Павлович Неумывакин; n. 7 iulie 1928, Frunze, RSFS Rusă, URSS – d. 22 aprilie 2018) a fost un medic rus - sovietic , doctor în științe medicale, vicepreședinte al Asociației de medicină populară din Rusia, membru al Academiei Rusă de Științe naturii.
S-a distins mai cu seamă prin cercetarile sale în domeniul medicinei spațiale.
A absolvit Institutul de Stat de Medicină din Kârgâzstan în 1951. 
În 1982 a susținut teza de doctor în științe (doctor habilitat).
A primit titlul de „Inventator emerit din RSFS Rusă”.
Este autor a peste 200 de lucrări științifice.